# Fatoveț, Colomeea
Fatoveț (în ucraineană Фатовець) este un sat în comuna Velîka Kameanka din raionul Colomeea, regiunea Ivano-Frankivsk, Ucraina.

## Demografie
Componența lingvistică a localității Fatoveț
     Ucraineană (99,14%)
     Alte limbi (0,87%)
Conform recensământului din 2001, majoritatea populației localității Fatoveț era vorbitoare de ucraineană (99,14%), existând în minoritate și vorbitori de alte limbi.